# Esclavage aux Comores
 (mai 2025).

Carte de l'archipel des Como.

Mayotte est une société esclavagiste dirigée par les élites islamisées. L'essentiel de la population de Mayotte n'en reste pas moins composée d'esclaves qui ont grandement contribué à peupler et mettre en valeur l'île. En effet, au cours des XIIIe-XIVe siècle, le nombre de villages ne cesse d'augmenter, et cette croissance démographique est si  soudaine que seul le recours à l'esclavage peut l'expliquer.